# Lebrel afgano
El lebrel afgano (en inglés: Afghan Hound) es una raza de perro originaria de Afganistán, con el patrocinio del Reino Unido, de la familia de los lebreles. Tiene un pelaje característico, muy largo, fino y sedoso, que precisa de cuidados continuos ya que se enreda, llegando a perder su brillo. A nivel de inteligencia, está posicionado en la escala con el número 79 de la clasificación de Stanley Coren acerca de La fabulosa inteligencia de los perros.
El origen de esta raza es posible que se encuentre en la raza Saluki, que habría llegado a Afganistán a través de Persia. Ya en Afganistán, el Saluki necesitaría un pelaje más apropiado para el hostil clima de las montañas de este país, desarrollando el largo pelaje que caracteriza al lebrel afgano actual, y que atrae a las personas que adquieren perros de esta raza (algunos de los cuales no tienen en cuenta los cuidados especiales que necesita su pelaje).

## Historia
El origen del galgo afgano es antiquísimo, con los primeros registros aproximadamente en el año 1000 a. C., en la zona donde se encuentra actualmente Afganistán. Fue utilizado como perro de caza.
La antigüedad de esta raza aún no ha sido corroborada por nadie, pero los primeros registros datan del siglo XIX, lo cual no significa que no existieran antes, sino que los nómadas afganos no se molestaban en dejar constancia de la raza por escrito. La primera ilustración hecha de un lebrel afgano es del año 1813. Esta raza llegó a Inglaterra en 1920 y no tardó en triunfar, siendo reconocida por el Kennel Club británico solo seis años después.
En el año 1880, cuando finalizó la guerra entre afganos y británicos, los oficiales del ejército británico se llevaron a casa algunos de estos canes, cuyas características como perros de caza en las duras condiciones de las montañas afganas, habían llamado su atención.
En Europa, el galgo afgano ha mantenido su actividad natural como perro pastor y de caza, tarea que ya hacía en su tierra de origen. Gracias a su elegante aspecto, agilidad y velocidad, se ha convertido también en perro de compañía y de carreras.

## Utilización

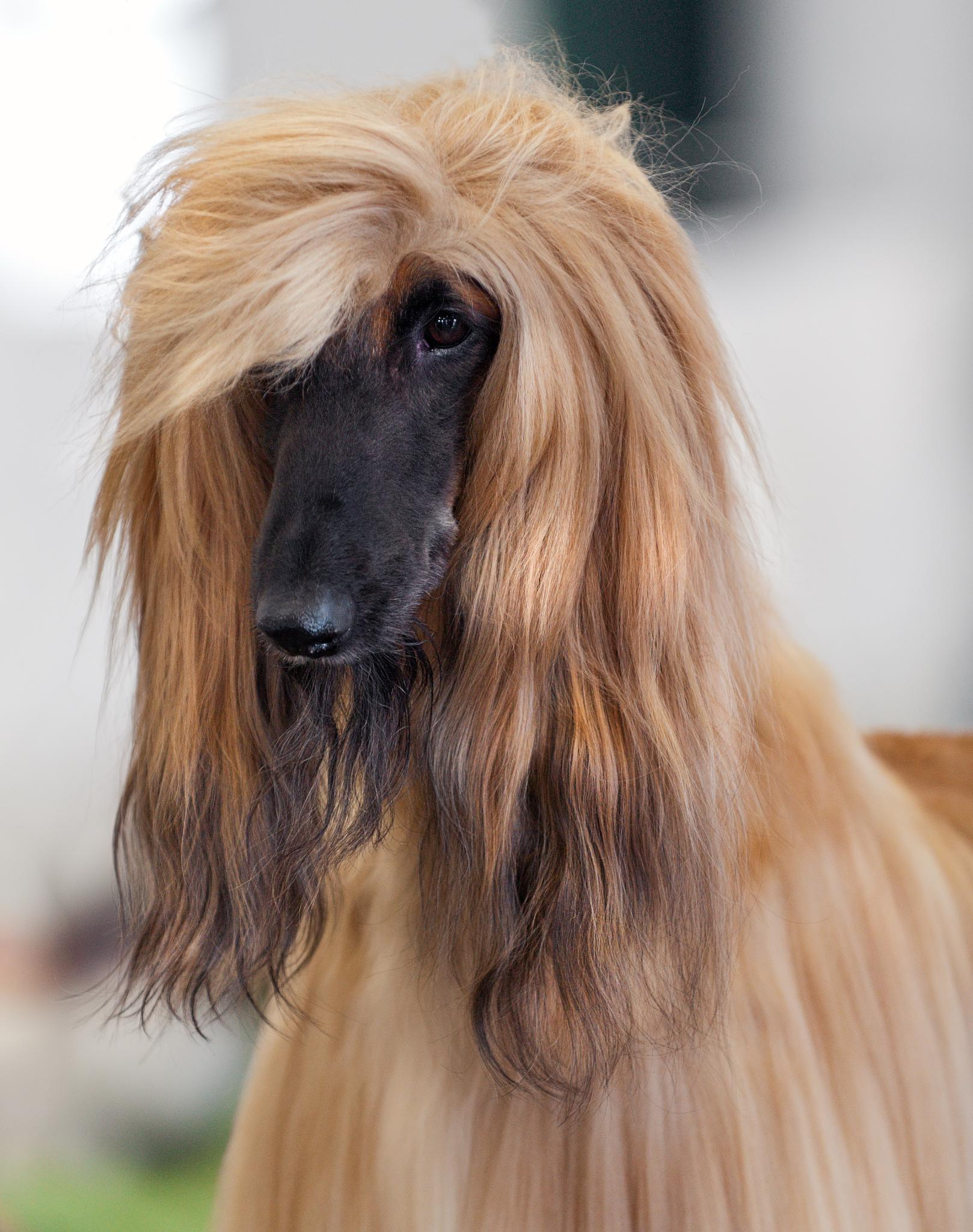
Lebrel afgano

En un principio, el lebrel afgano era empleado para perseguir presas de todo tipo en las montañas de Afganistán, tales como liebres, zorros, gacelas, chacales, lobos, venados, e incluso leopardos nivales.[cita requerida]
Otra función del lebrel afgano era la vigilancia de los campamentos de las tribus nómadas y el ganado, funciones que, junto con las relacionadas con la caza, dieron a esta raza una popularidad enorme entre los nómadas de Afganistán (incluso reservaban un día de festividad dedicada al lebrel afgano, en el que los engalanaban con collares de flores).
Se ha intentado utilizar la raza en Europa para carreras de galgos, pero nunca se ha conseguido. El problema viene dado por el hecho de que no persiguen a la liebre mecánica como lo hace un galgo, sino que atraviesan el área central de la pista de carreras y se lanzan sobre ella cuando al girar el peluche se acerca hacia el lebrel afgano.[cita requerida]

## Características físicas y carácter
Su principal característica física es el pelo largo, además de su cabeza larga y su cola terminada en anillo. El color del pelo puede ser de cualquier tipo. Son ágiles y veloces. Respecto al carácter, estos perros suelen ser dependientes.

## En la cultura popular
Pablo Picasso reveló que su estatua de 1967 ubicada en la Daley Plaza de Chicago representaba la cabeza de un afgano llamado Kabul (nombre que deriva de la capital de Afganistán).
El afgano ha estado representado en múltiples películas animadas y programas de televisión. Algunos ejemplos de afganos destacan Sylvie, de Balto, Ruby, de La dama y el vagabundo II, Twiggy, de Pound Puppies, e Indy, de Bluey.